# Offshore-Windenergieanlagen-Testgelände Cuxhaven
Das Offshore-Windenergieanlagen-Testgelände Cuxhaven war ein Windpark bei Cuxhaven in Niedersachsen. Er wurde ab 2005 als Testfeld für Offshore-Windkraftanlagen auf dem Gebiet der Stadtteile Altenbruch und Groden unmittelbar an der Elbe errichtet. Aufgrund der Erweiterung der dortigen Offshore Basis Cuxhaven, einem Hafen- und Industriegelände, erfolgte 2013 der Abbau der Windkraftanlagen, von denen vier in einem neuen Windpark, 30 km weiter südlich zwischen Hymendorf und Neuenwalde in der heutigen Stadt Geestland wieder errichtet wurden.

## Technik
Das Testfeld bestand insgesamt aus bis zu fünf Windkraftanlagen. Gebaut wurden je ein Exemplar der Typen (Nennleistung in Klammern) Enercon E-112/60.114 (6 MW), DeWind D8.2 (2 MW), Enercon E-126 EP8 6.0 (6 MW) sowie zwei Exemplare des Typs REpower 5M (5 MW). Nur bei den letzteren handelte es sich um tatsächlich für den Offshore-Einsatz konzipierte Anlagentypen.
Die zweite REpower 5M war mit einem Helikopterdeck und einem Notraum sowie weiteren Einrichtungen wie beim "echten" Offshore-Einsatz versehen. Das Exemplar der Enercon E-112/60.114 sollte eigentlich als Nearshore-Anlage in der Innenjade vor dem Hooksieler Binnentief errichtet werden, bevor wegen Problemen beim Einbringen des Fundaments der endgültige Standort gewählt wurde.

## Geschichte

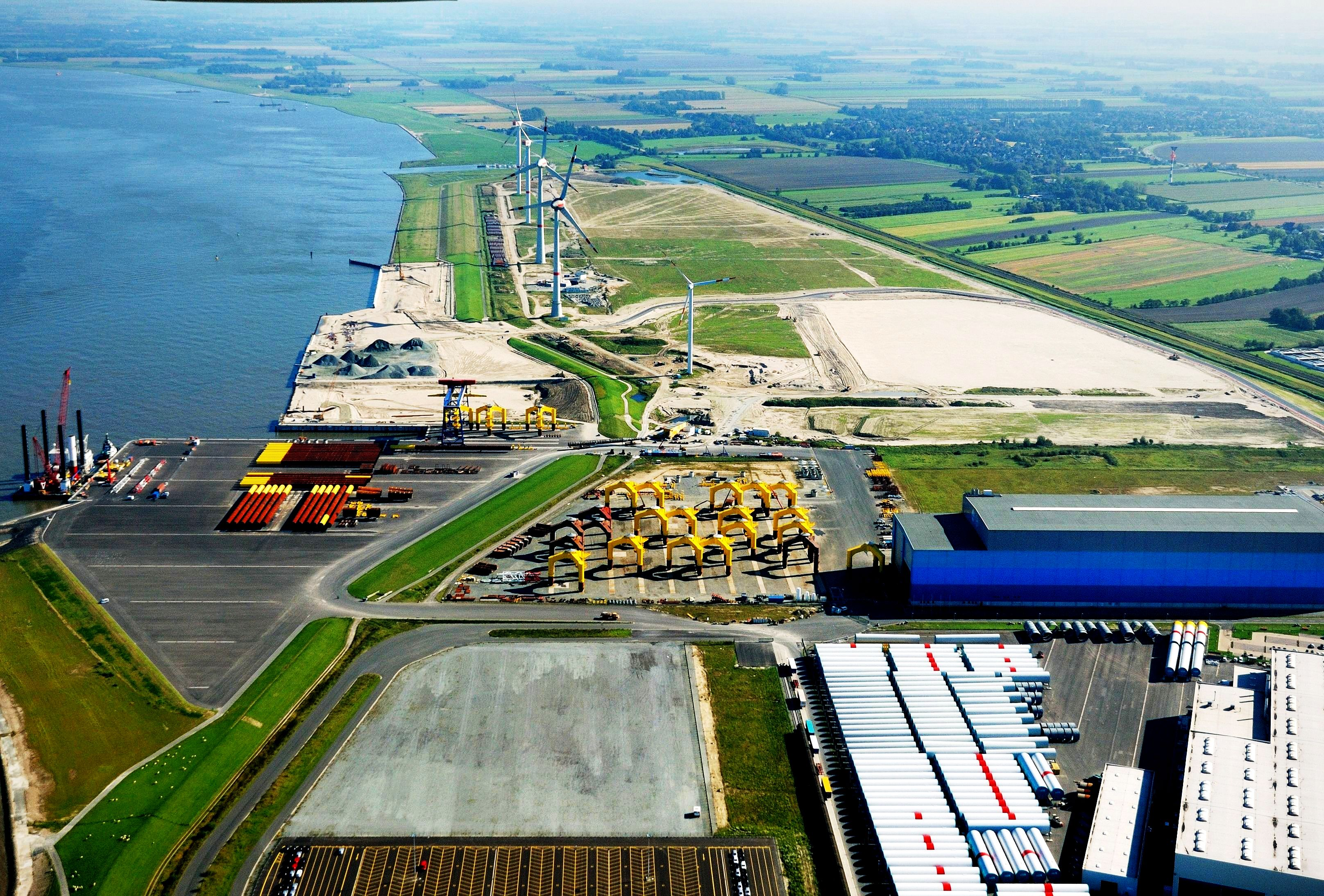
Testfeld im Jahr 2011, vor dem Abbau

Im Juli 2003 wurde die DEWI-Offshore and Certification Centre GmbH (DEWI-OCC) als Tochtergesellschaft des seit 1990 bestehenden Deutschen Windenergie-Institutes (DEWI) gemeinsam mit der Stadt und dem Landkreis Cuxhaven gegründet. Der Zweck war die Zertifizierung von Onshore- und Offshore-Windkraftanlagen und deren Bestandteilen.
Das Testfeld der DEWI-OCC wurde unmittelbar vor dem Seedeich bei Cuxhaven geplant, wobei Standorte für fünf Anlagen vorgesehen waren. Hiervon wurde ein Standort aufgrund des Ausbaus des Cuxhavener Hafens zunächst gestrichen. Im August 2005 konnte mit den Gründungsarbeiten im Testfeld begonnen werden, nachdem die zur Erschließung notwendige Straße sowie eine Brücke fertiggestellt waren. Errichtet wurden zunächst vier Anlagen. Von dreizehn Interessenten für die Standorte erhielten die EWE AG und die Plambeck Neue Energien AG, Energi E2, sowie das Konsortium Energy Wind Converter GmbH (E.ON Energy Projects GmbH, Winkra Energy GmbH) den Zuschlag. Bis 2007 waren alle Windkraftanlagen errichtet.
Bereits 2010 wurden der Rückbau und die Verlagerung des Testfelds beschlossen, da sich die angesiedelten Betriebe viel schneller entwickelten als man 2003 bei der Verkündung des Offshore-Masterplanes gedacht hatte. Es erfolgte eine Verdrängung durch die weitere Ansiedlungen von Industriebetrieben aus der Offshore-Windenergiebranche mit den zu errichtenden Offshore-Terminals I und II, die Errichtung einer Offshore-Schwerlastplattform sowie die Erschließung großer zusammenhängender Gewerbe- und Industrieflächen für die das Testfeldgelände benötigt wurde. Durch das Land Niedersachsen, die Stadt und den Landkreis Cuxhaven sowie die Hafen- und Windparkbetreiber wurde daraufhin eine gemeinsame Arbeitsgruppe gegründet. Als neuer Standort für vier der fünf Anlagen wurde ein Gelände bei Hymendorf, einem Stadtteil von Langen im Landkreis Cuxhaven, ausgewählt.

### Abbau und Transport der Anlagen

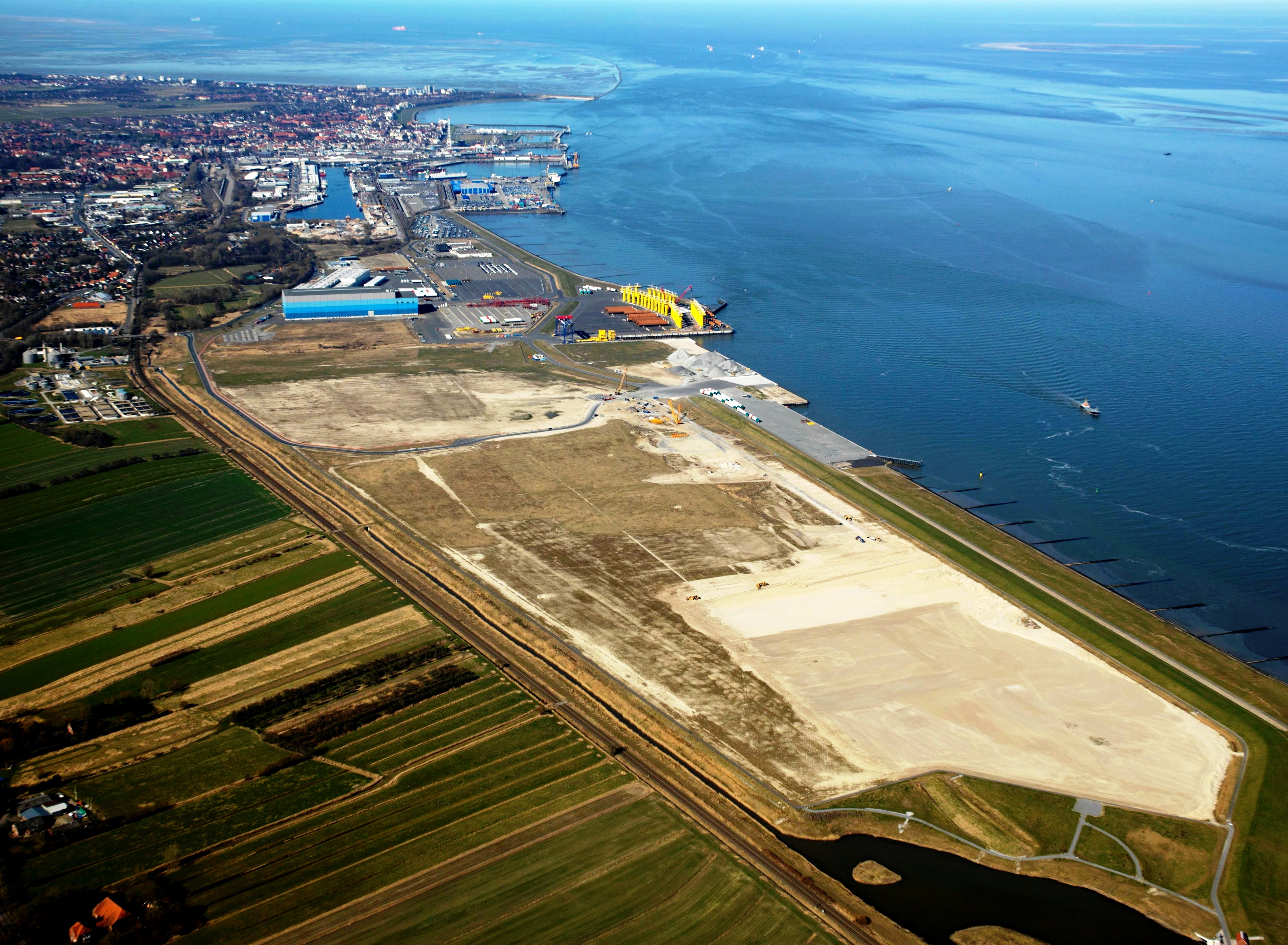
Die freie Industrieansiedlungsfläche nach dem Rückbau

Von der Absiedelung waren alle fünf im Offshore-Windenergieanlagen-Testgelände Cuxhaven gelegenen Windenergieanlagen direkt betroffen. Folgende vier Anlagen wurden übersiedelt:
- Am Standort 2 um eine 6-MW-Anlage Enercon E-126 EP8 6.0 mit einer Nabenhöhe von 116 m,
- am Standort 3 um eine 6-MW-Anlage Enercon E-112/60.114 mit einer Nabenhöhe von 124 m,
- am Standort 4 und 5 um eine 5-MW-Anlage REpower 5M mit einer Nabenhöhe von 117 m

Die auf dem Standort 1 und am westlichsten stehende Anlage „DeWind D 8.2“ konnte in einem anderen Windpark in Cuxhaven untergebracht werden.
Die beschränkte Größe des Ersatzgeländes bei Hymendorf in Verbindung mit den Erfordernissen der WEA-Hersteller nach Einhaltung von Mindestabständen als auch die Forderung der Bundeswehr nach freien Korridoren zur Minimierung der Beeinträchtigung der Radaranlagen auf dem nahen Fliegerhorst Nordholz führten dazu, dass zusätzlich zu den ehemaligen Standorten 2–5 für die zu verlagernden Anlagen nur ein zusätzlicher Standort für eine Großanlage (6-MW-Klasse) und zwei kleinere Standorte für Anlagen der 3-MW-Klasse als Ersatz geschaffen werden konnten.
Am Vormittag des 21. August 2013 begann in Cuxhaven-Groden der Abbau der ersten REpower 5M. In Folge wurden alle vier WEA nacheinander abgeschaltet, stillgelegt, abgebaut, mit Spezialtiefladern transportiert und am neuen Standort in anmoorigem Untergrund wieder errichtet.
Der eine Betonturm der Enercon E-126 EP8 6.0 und Der eine Botonturm der Enercon E-112/60.114 konnte nicht verlagert werden. Die beiden Türme der REpower 5M wurden abgebaut, gereinigt, verlagert und am neuen Gelände wieder aufgebaut. Nach der Demontage wurden die Flügel und die Turm-Komponenten zunächst auf dem Gelände oder in der Halle der Cuxhaven Steel Construktion (CSC) zwischengelagert, um dann größtenteils zu nächtlicher Zeit mittels Spezialtransporter über festgelegte Routen nach Langen-Neuenwalde transportiert zu werden.
Da die Stadt Cuxhaven aus kommunalaufsichtsrechtlichen Gründen nicht 30 km außerhalb ihres Gemeindegebietes einen privatrechtlichen Windpark betreiben kann, erwarben die vier Windkraftanlagenbetreiber in Folge das Gelände. Der Verkauf wurde zum 1. Januar 2016 wirksam.